# هيدروكسيد
الهيدروكسيد في الكيمياء، هو الاسم الأكثر استخداماً لوصف الأيون السالب للجزيء ثنائي الذرة OH−، الذي يتألف من الأكسجين والهيدروجين، وغالباً ما يتشكل من تأين القاعدة.
تسمى المركبات الحاوية على أيون الهيدروكسيد بالهيدروكسيدات.
مثال عليها:
- هيدروكسيد الصوديوم NaOH
- هيدروكسيد البوتاسيوم KOH
- هيدروكسيد الكالسيوم Ca(OH)2

## الهيدروكسيد كقاعدة
تعدّ أغلب المركبات المحتوية على الهيدروكسيد هي قواعد.
التفاعل حمض-قلوي ينتج ايونات الهيدروكسيد عند ذوبانها في محلول سائل. مثال ذلك الأمونيا, NH3:
NH3(g) + H2O(l) ⇌ NH4+(aq) + OH−(aq)
تسمى الأملاح المحتوية على هيدروكسيد بالأملاح القاعدية حيث تتفكك في الماء إلى كاتايون وأيون هيدروكسيد متسببة في جعل المحلول قاعدي. تدخل الأملاح القاعدية في تفاعلات متعادلة مع الاحماض وعموما فان التفاعل حمض-قلوي يمكن تبسيطه إلى:
OH−(aq) + H+(aq) → H2O(l)

## الذوبان
معظم أملاح الهيدروكسيد غير قابلة للذوبان في الماء باستثناء تلك ذات الكاتايونات من المجموعة I أي باريوم, Sr2+, Ca2+ (قليل) أو ثاليوم.